# Gouden fluiter
De gouden fluiter (Pachycephala pectoralis) is een Australische zangvogel uit de familie Pachycephala (dikkoppen en fluiters). Dit taxon heeft een ingewikkelde geschiedenis. Volgens de IOC World Bird List (versie 11.1.) is deze soort beperkt tot Australië en nabij gelegen eilanden. Het taxon werd ook wel beschouwd als een soortencomplex waarbinnen tot wel 59 ondersoorten werden onderscheiden met een groot verspreidingsgebied door heel Australazië. Een aantal van deze ondersoorten worden nu als aparte soort beschouwd.

## Kenmerken
Het mannetje heeft een helder gele onderkant, olijfgroene rug en vleugels en een zwarte kop met een gele rand. De vrouwtjes zien er wat doffer uit. Beide geslachten hebben rood-bruine ogen. De gouden fluiter heeft een sterke muzikale stem. De lichaamslengte bedraagt 16 tot 18 cm.

## Leefwijze
Gouden fluiters eten bessen, insecten, spinnen en kleine geleedpotigen. Ze eten alleen en halen hun voedsel van de onderkant tot halverwege de boom. 

## Voortplanting
Gouden fluiters broeden tussen september en januari. Mannetjes en vrouwtjes broeden op het nest en delen in de verzorging van de jongeren. Het nest is een kleine inkeping gemaakt van twijgjes, gras en schors. Eieren komen na vijftien dagen uit en na twaalf dagen verlaten de jonge vogels het nest.

## Verspreiding en leefgebied
De gouden fluiter kan in bijna elk bosgebied worden gevonden en in het bijzonder in dichte wouden. De vogel komt voor in oostelijk Australië en telt vijf ondersoorten:
- P. p. pectoralis: oostelijk Australië.
- P. p. xanthoprocta: Norfolk.
- P. p. contempta: Lord Howe-eiland.
- P. p. youngi: zuidoostelijk Australië.
- P. p. glaucura: Tasmanië en de eilanden in de Straat Bass.

## Status
De grootte van de populatie is niet gekwantificeerd maar de soort wordt omschreven als algemeen. Op de Rode lijst van de IUCN heeft deze soort de status niet bedreigd.